# 布吕尼亚克
布吕尼亚克（法語：Brugnac，法語發音：[bʁyɲak]）是法国洛特-加龙省的一个市镇，属于马尔芒德区。

## 地理
布吕尼亚克（44°27'2"N, 0°27'15"E）面积14.74 平方千米，位于法国新阿基坦大区洛特-加龍省，该省份为法国西南部内陆省份，北起多爾多涅省，西接吉倫特省和朗德省，南至热尔省，东临塔恩-加龙省和洛特省。
与布吕尼亚克接壤的市镇（或旧市镇、城区）包括：洛特河畔卡斯泰尔莫龙、库尔、格拉特卢-圣盖朗、拉帕拉德、蒙克拉尔、韦尔特伊达日奈。
布吕尼亚克的时区为UTC+01:00、UTC+02:00（夏令时）。

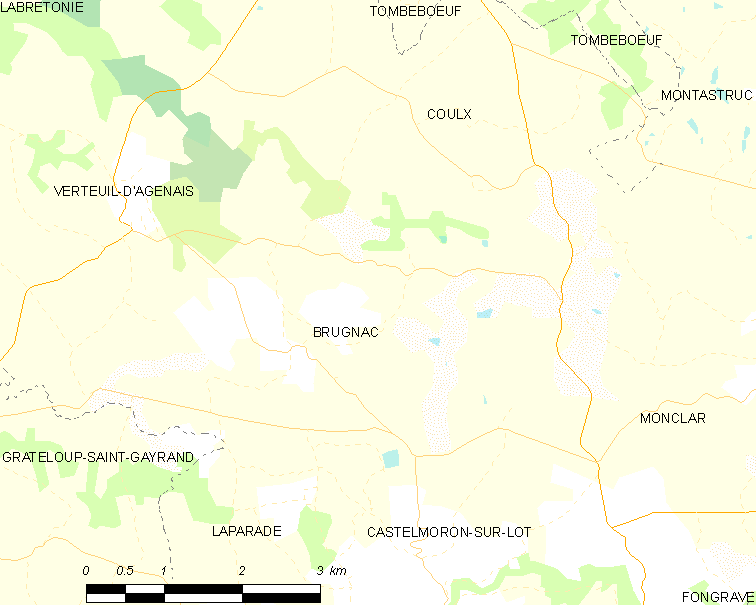
布吕尼亚克的OSM定位图

## 行政
布吕尼亚克的邮政编码为47260，INSEE市镇编码为47042。

## 政治
布吕尼亚克所属的省级选区为托南斯县。

## 人口

1962-2008年间布吕尼亚克人口变化图示

布吕尼亚克于2022年1月1日时的人口数量为179人。